# Diocese de Girona
A Diocese de Girona (em latim: Dioecesis Gerundensis) é uma diocese da Igreja Católica da Espanha, sediada na cidade de Girona, na província de Girona, comunidade autónoma da Catalunha. Faz parte da Arquidiocese de Tarragona. Foi fundada em 400 pelo Papa Anastácio I como Diocese de Gerona, sendo somente em 1992 que passou a se chamar Girona. Em 2022 contava com uma população católica de 697 000 fiéis, sendo 78,0% da população total, e tinha 144 paróquias.

## História
Em 400 o Papa Anastácio I cria a Diocese de Gerona. Em 470 a diocese torna-se sufragânea de Tarragona. Em 711 a diocese fica sem província eclesiástica, tornando-se em 785 sufragânea de Narbonne na França. Antes em 715, ganha parte do território da suprimida Diocese de Ampurias. Em 1097 torna-se novamente sufragânea de Tarragona.  Em 1117 a diocese de Geroa perde território para a formação da Diocese de Besalú, sendo que em 1120 restabelece o território em decorrência da supressão da diocese de Besalú. Em 1957 há uma troca territorial entre a Docese de Gerona e a Diocese de Barcelona, em contrapartida a diocese de Gerona, Barcelona e Solsona perdem território para a Diocese de Vic. Em 1968 a diocese ganha parte do território da diocese de Barcelona, sendo que em 1977 perde território para mesma. Em 1992 a diocese de Gerona tem seu nome alterado para Girona.

## Lista de bispos
A seguir uma lista de bispos da diocese desde 886. Não se tem muitos registros dos bispos anteriores a essa data.
|                  | Nome                                     | Período          | Notas                                         |
| Bispos de Girona | Bispos de Girona                         | Bispos de Girona | Bispos de Girona                              |
| ---------------- | ---------------------------------------- | ---------------- | --------------------------------------------- |
| 4º               | Octavi Vila Mayo, O.Cist.                | 2024 - atual     |                                               |
| 3º               | Francesc Pardo Artigas                   | 2008 - 2022      | Faleceu no cargo                              |
| 2º               | Carles Soler Perdigó                     | 2001 - 2008      |                                               |
| 1º               | Jaume Camprodon Rovira                   | 1992 - 2001      |                                               |
| Bispos de Gerona |                                          |                  |                                               |
| 83º              | Jaume Camprodon Rovira                   | 1973 - 1992      | Nomeado bispo dessa diocese                   |
| 82º              | Narciso Jubany Arnau                     | 1964 - 1971      | Nomeado arcebispo de Barcelona                |
| 81º              | José Cartaña y Inglés                    | 1933 - 1963      | Faleceu no cargo                              |
| 80º              | José Vila y Martínez                     | 1925 - 1932      | Faleceu no cargo                              |
| 79º              | Gabriel Llompart y Jaume Santandreu      | 1922 - 1925      | Nomeado bispo de Mallorca                     |
| 78º              | Francisco de Paula Mas y Oliver          | 1915 - 1920      | Faleceu no cargo                              |
| 77º              | Francisco de Pol y Baralt                | 1906 - 1914      | Faleceu no cargo                              |
| 76º              | Tomás Sivilla y Gener                    | 1877 - 1906      | Faleceu no cargo                              |
| 75º              | Isidoro Valls y Pascual                  | 1875 - 1877      | Faleceu no cargo                              |
| 74º              | Constantino Bonet y Zanuy                | 1862 - 1875      | Nomeado arcebispo de Tarragona                |
| 73º              | Florencio Llorente y Montón              | 1847 - 1862      | Faleceu no cargo                              |
| 72º              | Dionisio Castaño y Bermúdez              | 1825 - 1834      | Faleceu no cargo                              |
| 71º              | Juan Miguel Pérez González               | 1819 - 1824      | Faleceu no cargo                              |
| 70º              | Antônio Allué y Sesse                    | 1817 - 1818      | Faleceu no cargo                              |
| 69º              | Pedro Valero                             | 1815 - 1815      | Faleceu no cargo                              |
| 68º              | Juan Agapito Ramírez Arellano            | 1798 - 1810      | Faleceu no cargo                              |
| 67º              | Santiago Pérez Arenillas                 | 1796 - 1797      | Faleceu no cargo                              |
| 66º              | Tomás Lorenzana Butrón                   | 1775 - 1796      | Faleceu no cargo                              |
| 65º              | Manuel Antonio Palmero y Rallo           | 1756 - 1774      | Faleceu no cargo                              |
| 64º              | Lorenzo Taranco Mujaurrieta              | 1745 - 1756      | Faleceu no cargo                              |
| 63º              | Baltasar Bastero Lladó                   | 1728 - 1745      | Renunciou                                     |
| 62º              | Pedro Copóns Copóns                      | 1726 - 1728      | Nomeado arcebispo de Tarragona                |
| 61º              | José Taberner Dárdena                    | 1720 - 1726      | Faleceu no cargo                              |
| 60º              | Miguel Juan de Taverner y Rubí           | 1699 - 1720      | Nomeado arcebispo de Tarragona                |
| 59º              | Miguel Pontich, O.F.M.                   | 1686 - 1699      | Faleceu no cargo                              |
| 58º              | Severo Tomás Auter                       | 1679 - 1686      | Nomeado bispo de Torotosa                     |
| 57º              | Alfonso de Balmaseda, O.S.A.             | 1673 - 1679      | Nomeado bispo de Samora                       |
| 56º              | Alonso Francisco Dou                     | 1668 - 1673      | Faleceu no cargo                              |
| 55º              | José Ninot y Bardera                     | 1664 - 1668      | Nomeado bispo de Lérida                       |
| 54º              | José Fageda, O.S.H.                      | 1660 - 1664      | Nomeado bispo de Torotosa                     |
| 53º              | Francisco Pijoan                         | 1659 - 1660      | Faleceu no cargo                              |
| 52º              | Bernardo Cardona                         | 1656 - 1658      | Faleceu no cargo                              |
| 51º              | Gregorio Parcero de Castro, O.S.B.       | 1633 - 1655      | Nomeado bispo de Torotosa                     |
| 50º              | García Gil Manrique                      | 1627 - 1633      | Nomeado bispo de Barcelona                    |
| 49º              | Francesc Senjust, O.S.B.                 | 1622 - 1627      | Faleceu no cargo                              |
| 48º              | Pedro Moncada                            | 1620 - 1621      | Faleceu no cargo                              |
| 47º              | Onofre Reart                             | 1611 - 1621      | Renunciou                                     |
| 46º              | Francisco Arévalo de Zuaco               | 1598 - 1611      | Faleceu no cargo                              |
| 45º              | Jaime Casador                            | 1583 - 1597      | Faleceu no cargo                              |
| 44º              | Benito Tocco, O.S.B.                     | 1572 - 1583      | Nomeado bispo de Lérida                       |
| 43º              | Pedro Carlos                             | 1565 - 1572      | Faleceu no cargo                              |
| 42º              | Gonzalo Arias Gallego                    | 1556 - 1565      | Nomeado bispo de Cartagena                    |
| 41º              | Juan Margarit                            | 1534 - 1555      | Faleceu no cargo                              |
| 40º              | Guillermo Ramón Boil, O.S.H.             | 1508 - 1532      | Faleceu no cargo                              |
| 39º              | Juan de Espés                            | 1507 - 1508      | Renunciou                                     |
| 38º              | Berenguer de Pau                         | 1485 - 1506      | Faleceu no cargo                              |
| 37º              | Juan Margarit i Pau                      | 1461 - 1484      | Faleceu no cargo                              |
| 36º              | Jaume Francesco de Cardona i de Aragón   | 1459 - 1461      | Nomeado bispo de Urgell                       |
| 35º              | Cosme de Monserrat                       | 1458 - 1459      | Nomeado bispo de Vic                          |
| 34º              | Rodrigo de Borja                         | 1457 - 1458      | Nomeado administrador apostólico de Valência  |
| 33º              | Bernardo de Pau                          | 1436 - 1457      | Faleceu no cargo                              |
| 33º              | Juan Casanova, O.P.                      | 1431 - 1436      | Faleceu no cargo                              |
| 32º              | Andreu de Bertrán                        | 1419 - 1429      | Nomeado administrador apostólico de Barcelona |
| 31º              | Gonzalo de Santa Maria                   | 1419 - 1419      | Nomeado bispo de Astorga                      |
| 30º              | Dalmacio de Mur y Cervellón              | 1415 - 1419      | Nomeado arcebispo de Tarragona                |
| 29º              | Ramon de Descatllar i de Palasol, O.S.B. | 1408 - 1415      | Faleceu no cargo                              |
| 28º              | Francesco de Blanes                      | 1408 - 1408      | Nomeado arcebispo de Barcelona                |
| 27º              | Berenguer de Anglesola                   | 1384 - 1408      | Faleceu no cargo                              |
| 26º              | Bertrán de Montrodó                      | 1374 - 1384      | Faleceu no cargo                              |
| 25º              | Jaime de Trilla                          | 1369 - 1374      | Faleceu no cargo                              |
| 24º              | Íñigo Vallterra Sánchez de Heredia       | 1362 - 1369      | Nomeado bispo de Segorbe-Albarracin           |
| 23º              | Berenguer Cruilles                       | 1348 - 1362      | Faleceu no cargo                              |
| 22º              | Arnaldo de Montrodó                      | 1335 - 1348      | Faleceu no cargo                              |
| 21º              | Gilberto Cruilles                        | 1334 - 1335      | Faleceu no cargo                              |
| 20º              | Gastón de Montcada                       | 1328 - 1334      | Faleceu no cargo                              |
| 19º              | Pedro de Urrea                           | 1325 - 1328      | Nomeado bispo de Huesca                       |
| 18º              | Pedro de Rocabertí                       | 1318 - 1324      | Faleceu no cargo                              |
| 17º              | Guillermo de Vilamarí                    | 1312 - 1318      | Faleceu no cargo                              |
| 16º              | Bernardo de Vilamarí                     | 1292 - 1312      | Faleceu no cargo                              |
| 15º              | Bernardo de Vilacert                     | 1279 - 1291      | Faleceu no cargo                              |
| 14º              | Pedro de Castellnou                      | 1254 - 1279      | Faleceu no cargo                              |
| 13º              | Berenguer de Castellbisbal, O.P.         | 1245 - 1254      | Faleceu no cargo                              |
| 12º              | Guillermo de Cabanellas                  | 1227 - 1245      | Faleceu no cargo                              |
| 11º              | Alamando de Aiguaviva                    | 1219 - 1227      | Faleceu no cargo                              |
| 10º              | Ramón de Palafolls                       | 1214 - 1218      | Faleceu no cargo                              |
| 9º               | Arnaldo de Creixell                      | 1199 - 1214      | Faleceu no cargo                              |
| 8º               | Gaufrido de Mendiniano                   | 1196 - 1198      | Faleceu no cargo                              |
| 7º               | Ramón de Usall                           | 1179 - 1196      | Faleceu no cargo                              |
| 6º               | Guillermo de Monells                     | 1186 - 1178      | Faleceu no cargo                              |
| 5º               | Guillermo de Peratallada                 | 1161 - 1168      | Faleceu no cargo                              |
| 4º               | Berenguer de Llers                       | 1147 - 1160      | Faleceu no cargo                              |
| 3º               | Berenguer Dalmacio                       | 1114 - 1146      | Faleceu no cargo                              |
| 2º               | Bigón                                    | 907 - 936        | Faleceu no cargo                              |
| 1º               | Servus Dei                               | 886 - 906        | Faleceu no cargo                              |